# I liga 2002-2003 (calcio a 5)
Il Campionato polacco di calcio a 5 2002/2003 è stato il nono campionato polacco di calcio a 5, disputato nella stagione 2002/2003 e che ha visto imporsi per la quarta volta il P.A. Nova Gliwice.
| Pos | Squadra                         | Pti | G  | V  | N | P  | GF  | GS  |
| --- | ------------------------------- | --- | -- | -- | - | -- | --- | --- |
| 1   | P.A. Nova Gliwice               | 48  | 18 | 16 | 0 | 2  | 103 | 62  |
| 2   | Clearex Chorzów                 | 45  | 18 | 15 | 0 | 3  | 134 | 47  |
| 3   | Baustal Kraków                  | 39  | 18 | 12 | 3 | 3  | 123 | 73  |
| 4   | Jango Gliwice                   | 32  | 18 | 10 | 2 | 6  | 51  | 54  |
| 5   | Cuprum Polkowice                | 24  | 18 | 7  | 3 | 8  | 75  | 84  |
| 6   | Rekord Bielsko-Biała            | 22  | 18 | 6  | 4 | 8  | 72  | 73  |
| 7   | TPC Legnica                     | 15  | 18 | 4  | 3 | 11 | 60  | 85  |
| 8   | Skala Inter Tychy               | 14  | 18 | 4  | 2 | 12 | 66  | 93  |
| 9   | Timemaster Siemianowice Slaskie | 10  | 18 | 3  | 1 | 14 | 58  | 107 |
| 10  | Irex Sosnowiec                  | 10  | 18 | 2  | 4 | 12 | 61  | 125 |
| 11  | ITR Jeziorak Ilawa              | 0   | 0  | 0  | 0 | 0  | 0   | 0   |
| 12  | Unisoft Gdynia                  | 0   | 0  | 0  | 0 | 0  | 0   | 0   |